# Inmigración británica en Australia
La inmigración británica en Australia hace referencia a la corriente migratoria más numerosa del país, iniciada desde tiempos coloniales hasta la actualidad. Asimismo, es una migración que a pesar de ir variando con los años, nunca ha cesado, e incluso, sigue siendo una de las más numerosas. El Reino Unido es la principal fuente de inmigrantes en Australia.
En Australia está extendida la denominación de australianos de origen anglo-celta (en inglés: Anglo-Celtic Australians), es decir, con origen en Inglaterra más las naciones británicas de origen celta: Escocia, Gales, Irlanda del Norte, Cornualles y la Isla de Man. Dentro de esta categoría también se le suele sumar a la República de Irlanda, nación celta, aunque en la actualidad no es perteneciente al Reino Unido.

## Comunidades británicas en Australia

### Escoceses

Bandera utilizada por la comunidad escocesa en Australia.

Según el censo australiano de 2021, 130.060 residentes australianos nacieron en Escocia, mientras que 2.176.777 afirmaron tener ascendencia escocesa, ya sea sola o en combinación con otra ascendencia.

### Galeses

Bandera utilizada por la comunidad galesa en Australia.

De acuerdo al censo australiano de 2006, en Australia residían 25.317 personas nacidas en Gales, mientras que 113.242 (0.44%) declararon ser de ascendencia galesa, ya sea de manera completa o parcial con otra ascendencia.
El apellido Jones, que a menudo se considera distintamente galés, es uno de los más comunes en Australia, lo que representa más del 1% de los australianos, lo que sugiere una mayor tasa de ascendencia galesa de lo indicado por la autoidentificación.

### Ingleses

Bandera utilizada por la comunidad inglesa en Australia.

De acuerdo a un recuento llevado a cabo en 2014 se encontraban residiendo en Australia un total de 1.009.090 personas nacidas en Inglaterra.